# High Accuracy Radial Velocity Planet Searcher

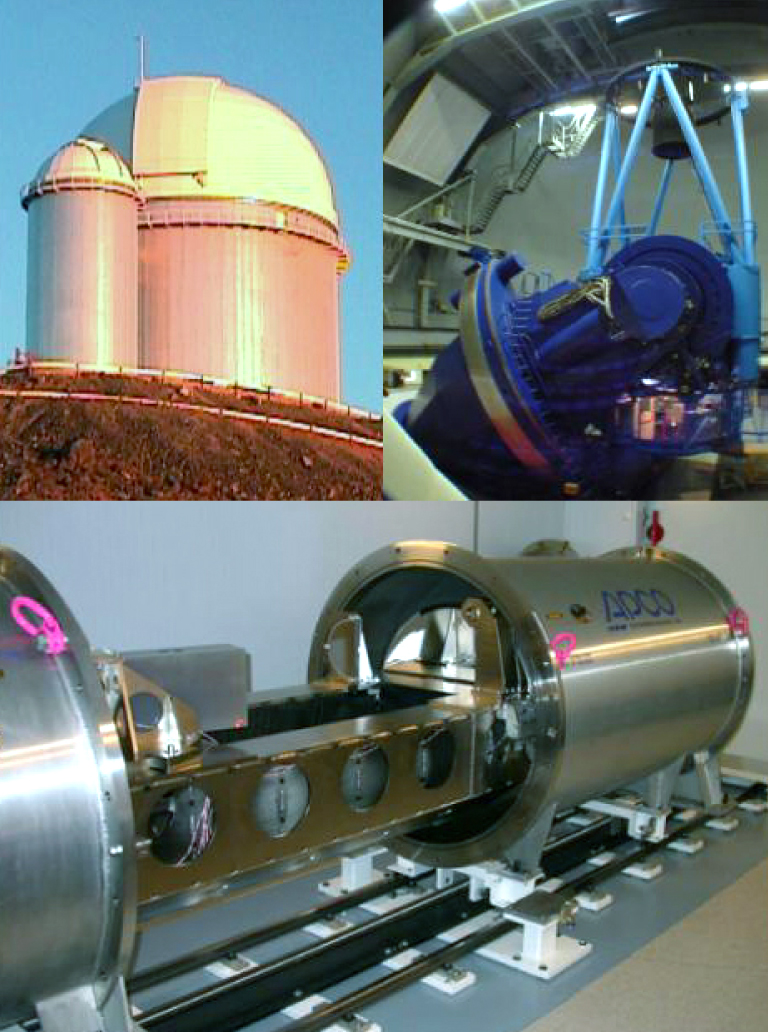
În sus stânga, turnul telescopului, în dreapta, telescopul propriu-zis. Jos, HARPS în timpul testelor de laborator

High Accuracy Radial Velocity Planet Searcher (abreviat HARPS) este un spectroscop instalat în 2002 pe telescopul ESO 3.6 m din Observatorul La Silla, Chile. "Prima lumină" a fost obținută în 2003. HARPS este un spectroscop de generația a doua, conceput pentru a măsura viteza radială și căutarea de exoplanete. Acesta se bazează pe experiența acumulată în exploatare de cei doi predecesori ai săi: ELODIE și CORALIE.

## Planete descoperite de HARPS
Această listă include plantele descoperite până la data de 25 iunie 2013.